# John Cunningham McLennan
John Cunningham McLennan (14 octobre 1867 - 9 octobre 1935) est un physicien canadien.

## Biographie
Né à Ingersoll, en Ontario, fils de David McLennan et de Barbara Cunningham, il est directeur du laboratoire de physique de l'Université de Toronto de 1906 à 1932.
McLennan est élu membre de la Royal Society en 1915 . McLennan prononce la conférence Guthrie à la Société de physique en 1918. Avec son étudiant diplômé, Gordon Merritt Shrum, il construit un liquéfacteur d'hélium à l'Université de Toronto. Ils sont les deuxièmes au monde à produire avec succès de l'hélium liquide en 1923, 15 ans après Heike Kamerlingh Onnes . En 1926, il reçoit la Médaille Flavelle de la Société royale du Canada et en 1927 une Médaille royale.
Il meurt en 1935 près d'Abbeville en France dans un train Paris-Londres  d'une crise cardiaque. Il est enterré à côté de sa femme à Stow of Wedale, en Écosse .